# Communauté de communes des Hauts du Doubs
Die Communauté de communes des Hauts du Doubs (kurz CCHD) war ein französischer Gemeindeverband mit der Rechtsform einer Communauté de communes im Département Doubs in der Region Bourgogne-Franche-Comté. Sie wurde am 19. Dezember 2001 gegründet und umfasste zehn Gemeinden. Der  Verwaltungssitz befand sich im Ort Mouthe.

## Historische Entwicklung
Die Communauté de communes des Hauts du Doubs wurde Ende Dezember 2001 gegründet und trat zum darauffolgenden Jahreswechsel in Kraft. Allerdings waren die 13 Gemeinden bereits seit 1974 in einem Syndicat intercommunal à vocation multiple (interkommunaler Zweckverband) zusammengefasst.
Am 1. Januar 2017 wurde der Gemeindeverband mit der Communauté de communes du Mont d’Or et des Deux Lacs zur neuen Communauté de communes des Lacs et Montagnes du Haut-Doubs fusioniert.

## Ehemalige Mitgliedsgemeinden
1. Brey-et-Maison-du-Bois
2. Chapelle-des-Bois
3. Châtelblanc
4. Chaux-Neuve
5. Le Crouzet
6. Gellin
7. Mouthe
8. Petite-Chaux
9. Les Pontets
10. Reculfoz
11. Rondefontaine
12. Sarrageois
13. Les Villedieu

## Geographie
Benannt war die Communauté de communes des Hauts du Doubs nach dem Oberlauf des Doubs, der bei Mouthe mit einer Karstquelle entspringt. Das Gebiet umfasste einen Teil des Hochjuras und grenzte im Süden an die Schweiz. Das Hauptsiedlungsgebiet bildete das Hochtal des Doubs, das auf einer Höhe zwischen 900 und 1000 Meter über dem Meeresspiegel liegt. Im Süden wird das Tal von den bis 1400 m hohen Höhenzügen des Faltenjuras mit dem Mont Risoux und dem Mont Noir flankiert, während sich im Nordwesten die Kette der Haute Joux (bis 1213 m) erhebt. Die Höhenzüge sind von ausgedehnten Fichtenwäldern bestanden, die nur von kleinen Rodungsinseln unterbrochen werden. Wies- und Weideland beschränkt sich auf Beckenlagen und das Hochtal des Doubs. Die wichtigsten Wasserläufe sind der Doubs und sein linker Zufluss Cébriot.

## Aufgaben
Zu den Hauptaufgaben des Gemeindeverbandes gehören die Entwicklung und Förderung des Tourismus, die Schaffung von Arbeitsplätzen, die wirtschaftliche Entwicklung, die Müllabfuhr, die Trinkwasseraufbereitung und die Abwasserreinigung sowie die Verkehrsinfrastruktur.